# مانويل مورايس
مانويل مورايس (بالبرتغالية: Manoel de Morais Amorim‏) (17 يوليو 1984 بماسايو في البرازيل - ) هو لاعب كرة قدم برازيلي في مركز الوسط. شارك مع منتخب البرازيل لكرة القدم. أما مع النوادي، فقد لعب مع أتلتيكو باراناينسي وأتلتيكو مينييرو ونادي باهيا ونادي فاسكو دا غاما ونادي كريسيوما ونادي كورينثيانز ونادي سي آر بي وأمريكا دي ناتال ‏.

## وصلات خارجية
- مانويل مورايس على موقع قاعدة بيانات كرة القدم.إي يو (الإنجليزية)
- مانويل مورايس على موقع Soccerway.com (الإنجليزية)